# Belgeard
Belgeard är en kommun i departementet Mayenne i regionen Pays de la Loire i nordvästra Frankrike. Kommunen ligger i kantonen Mayenne-Est som tillhör arrondissementet Mayenne. År 2022 hade Belgeard 560 invånare.

## Befolkningsutveckling
Antalet invånare i kommunen Belgeard
| Referens: INSEE |